# Abderrahman Samba
Abderrahman Samba (Arabia Saudí, 5 de septiembre de 1995) es una atleta de origen mauritano y nacionalidad catarí. Su palmarés deportivo incluye una medalla de bronce en el Campeonato Mundial de Atletismo, y ostenta la quinta mejor marca mundial en la especialidad de los 400 metros vallas.

## Trayectoria deportiva
Aunque nació en Arabia Saudí, Samba empezó su carrera en 2011 representando a Mauritania, el país de origen de su padre. Inicialmente probó distintas especialidades, como el salto de altura, el salto de longitud y las carreras de 200 m y 400 m. Sin embargo, en 2015 se trasladó a Catar, país cuya nacionalidad adoptó.
A partir de 2017 se especializó en los 400 m vallas, y obtuvo triunfos consecutivos en dos reuniones de Sudáfrica con marcas de 49,24 s y 48,31 s en el mes de marzo. En el mes de mayo, en su debut en la Liga de Diamante en Doha, sorprendió con la consecución del primer puesto y marca de 48,44 s, por delante de Kerron Clement (48,90 s), campeón olímpico de Río de Janeiro 2016. Con este precedente se estrenó en el campeonato mundial realizado en Londres, y pudo llegar a la final en la que se ubicó séptimo con un registro de 49,74 s.
El 2018 su progreso y dominio de la prueba fueron categóricos en las reuniones de la Liga de Diamante. En Doha, el 4 de mayo, se adjudicó el primer puesto con un tiempo de 47,90 s. Tras este triunfo siguieron otros en Roma, el 31 del mismo mes, con un registro de 47,48 s, nuevo récord la competición y de la región asiática; en Oslo, el 7 de junio, marcó 47,60 s; en Estocolmo, el 10 de junio, rebajó su marca personal a 47,41 s. En París, el 30 de junio, hizo un tiempo de 46,98 s que le convirtió en el segundo atleta masculino  en correr la especialidad por debajo de los 47 s, únicamente superado por el récord mundial de Kevin Young de 46,78 s. Ante la hazaña expresó que estaba cercano el día en que superaría dicha marca mundial.  El 5 de julio, en Lausana, traspasó la meta en 47,42 s para otro primer puesto.  
Posteriormente se trasladó a los Juegos Asiáticos de Yakarta y Palembang y le brindó dos medallas de oro a Catar en los 400 m vallas con un nuevo récord de la justa de 47,66 s y también en la carrera de relevos 4 × 400 m. El 8 de septiembre terminó su temporada en la Copa Continental de Ostrava con otra marca de la competición de 47,37 s en los 400 m vallas.
Inició la temporada del año 2019 con buenas expectativas de cara al mundial a desarrollarse en su propio país. De hecho, como antecedente al evento se celebró en Doha el campeonato asiático de atletismo en el que ganó el primer puesto con un registro de 47,51 s, nuevo récord de la competición. Posteriormente rebajó dicha marca en la reunión de Shanghái con 47,27 s. Sin embargo su desempeño se vio frustrado por lesiones, por lo que llegó justo a tiempo al campeonato mundial pero en desventaja ante el noruego Karsten Warholm quien había tomado el protagonismo de la prueba. En efecto, Warholm ganó el título mundial con una marca de 47,42 s, Rai Benjamin fue segundo (47,66 s) y Samba logró apropiarse del tercer puesto con un registro de 48,03 s pese a los contratiempos.

## Vida privada
Samba nació y creció en Arabia Saudita. Sin embargo, empezó su carrera representando a Mauritania en algunas competiciones, si bien en 2015 obtuvo la nacionalidad catarí.